# Brian McKeever
Brian McKeever (* 18. Juni 1979 in Calgary, Alberta) ist ein kanadischer Skilangläufer und Biathlet. Er nahm an den Winter-Paralympics 2002, 2006, 2010, 2014, 2018 sowie 2022 teil.

## Werdegang
Brian McKeever begann im Alter von drei Jahren mit dem Skilanglauf. Mit 19 fing er an immer schlechter zu sehen und es wurde Morbus Stargardt diagnostiziert. Zwei Jahre später galt er offiziell als blind. Er hat nur noch eine Sehkraft von zehn Prozent. 2002 nahm McKeever an den Winter-Paralympics in Salt Lake City teil, wo er zwei Goldmedaillen und eine Silbermedaille gewann. Vier Jahre später nahm er an den Winter-Paralympics in Turin teil, wo er zwei Gold-, eine Silber- und eine Bronzemedaille gewann. Seit 2004 nimmt er vorwiegend am Skilanglauf-Nor-Am-Cup teil. Dabei holte er bisher drei Siege und erreichte in der Saison 2015/16 den achten Platz in der Gesamtwertung. Im Skilanglauf-Weltcup debütierte er im Dezember 2005 in Vernon und belegte dabei den 54. Platz im Sprint. Bei den nordischen Skiweltmeisterschaften 2007 in Sapporo errang er den 39. Platz im Skiathlon, den 33. Platz im 50-km-Massenstartrennen und den 21. Platz über 15 km Freistil. Im Jahr 2010 wurde Brian McKeever für das kanadische Skilanglauf-Team bei den Olympischen Winterspielen in Vancouver nominiert, jedoch nicht eingesetzt. Damit wäre er der erste Wintersportler gewesen, der sowohl bei Winter-Paralympics, als auch bei Olympischen Winterspielen teilgenommen hätte.2010, 2011 und 2015 siegte er beim Merino Muster über 42 km Freistil. Im Februar 2017 holte er in Pyeongchang mit dem 29. Platz im Skiathlon seine ersten Weltcuppunkte.
Bei den Winter-Paralympics 2014 in Sotschi holte er seine siebte Goldmedaille im 20-km-Freistilwettbewerb und wiederholte diesen Erfolg sowohl vier Jahre später bei den Winter-Paralympics 2018 in Pyeongchang. Bei den Winter-Paralympics 2022 in Peking errang er sowohl im 20-km-Freistilwettbewerb als auch über 10 Kilometer und im 1,5-km-Sprint jeweils eine Goldmedaille.